# نانایا (ایزدبانو)

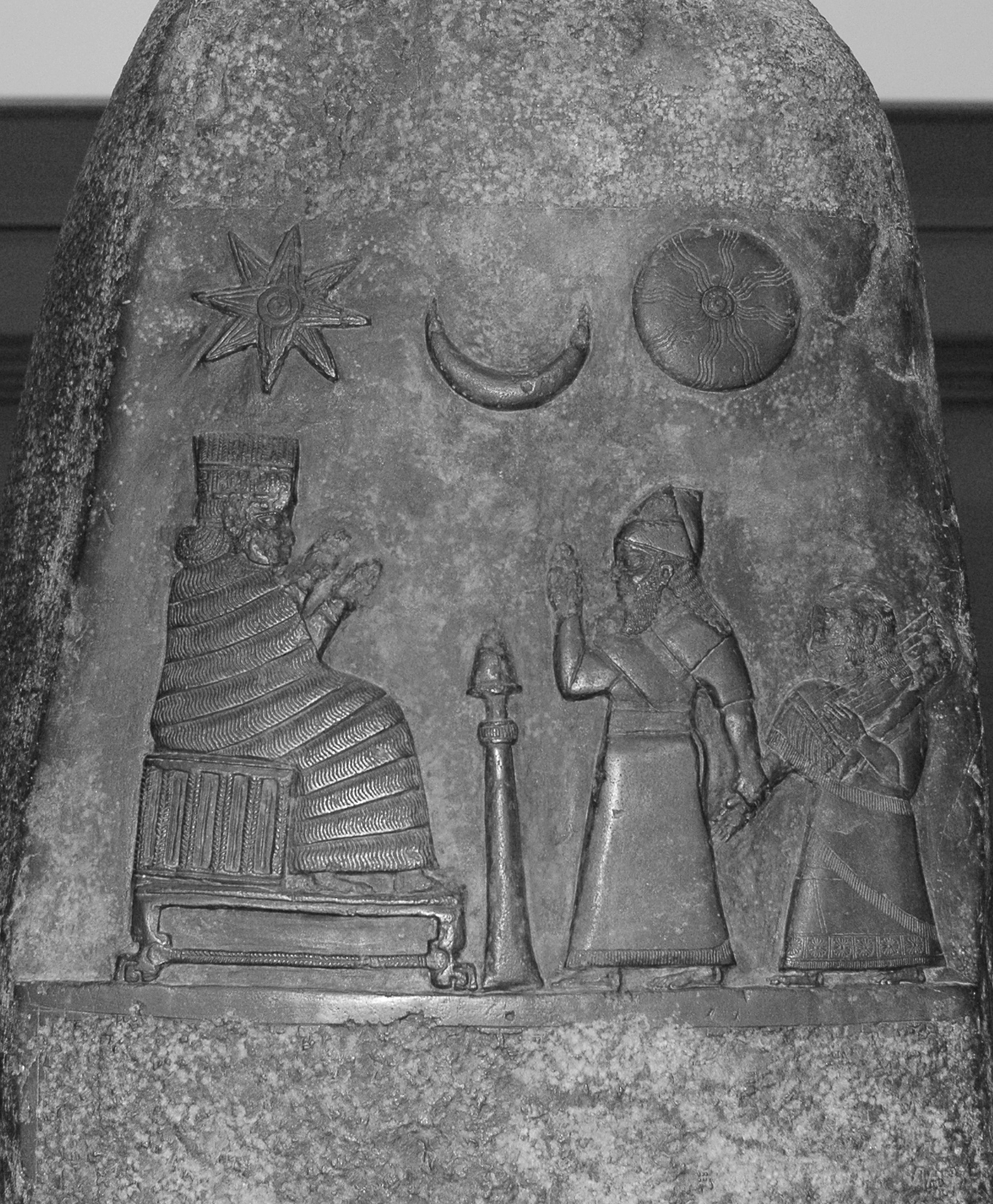
ملی شیپک دوم شاه بابل (دوران حکمرانی ۱۱۸۶ -۱۱۷۲ پ.م) در مقابل نانای، نشسته بر جایگاه ایستاده است.

نانایا یا نانای ایزدبانو عشق سومر و اکد بود که ارتباط نزدیکی با اینانا دارد. آیین او در اعصار پیش از تاریخ به ماوراءالنهر رفته بود، و در زمان اشکانیان هنوز در آن مناطق ستایش می شد در زمان اشکانیان در شهر نسا معبدی داشت و هنوز در این زمان آیین‌های کهن از جمله روسپیگری در معبد، زنده بود.